# Amper
Amperul (simbol: A) este unitatea de măsură pentru intensitatea curentului electric. În Sistemul internațional de unități (SI) amperul este una dintre cele șapte unități fundamentale. Denumirea de amper a fost dată în cinstea fizicianului francez André-Marie Ampère, pentru numeroasele sale contribuții la dezvoltarea electromagnetismului.
Simbolul pentru amper este întotdeauna majuscula A. În schimb numele unității scris întreg începe cu minuscula a (amper), cu excepția cazurilor cînd majuscula e cerută de alte reguli ortografice.

## Definire
Definirea amperului se face prin două moduri: electromagnetic (electrodinamic) și electrolitic.

### Amperul electromagnetic
Amperul este intensitatea unui curent electric constant care, menținut în două conductoare paralele și rectilinii de lungime infinită, de secțiune transversală circulară neglijabilă și plasate în vid la distanța de un metru unul de celălalt, produce între aceste conductoare o forță egală cu 2×10–7 newton pe fiecare metru de lungime.

### Amperul electrolitic
Amperul electrolitic este definit folosind legile lui Faraday ale electrolizei.
Amperul internațional a fost definit in funcție de efectele electrolitice ale curentului electric care trecând printr-o soluție de azotat de argint timp de o secundă, depune la catod 0,001118 grame de argint.
Amperul internațional a fost inlocuit din anul 1948 cu amperul absolut (amperul electrodinamic).
Amperul internațional este 0,99985 din amperul absolut.
În raport cu mișcarea electronilor un amper reprezintă un debit de aproximativ 6,241506×1018 electroni pe secundă.
Din 2019, un amper este definit ca fiind intensitatea unui curent de 1/1.602176634×10−19 sarcini elementare (e) pe secundă.

## Relație cu alte mărimi
Ca mărime fundamentală, curentul electric nu se definește în raport cu alte mărimi. Curentul electric ca mărime fizică este legat de mărimea sarcină electrică sau cantitate de electricitate prin fluxul de sarcini electrice care trec printr-o suprafață dată în unitatea de timp. Astfel, un curent de un amper reprezintă deplasarea dirijată a unei sarcini de un coulomb într-un interval de o secundă:
{\displaystyle \mathrm {A=C/s} \,}
În schimb unitatea de măsură pentru sarcina electrică se definește în raport cu amperul, ca fiind sarcina electrică transportată de un curent de un amper într-un interval de o secundă.
O altă unitate conectată cu amperul este volt-amperul reactiv, unitate de măsură pentru puterea reactivă.